# Brian’s a Bad Father
Brian’s a Bad Father («Брайан плохой отец») — одиннадцатая серия двенадцатого сезона мультсериала «Гриффины». Премьерный показ состоялся 26 января 2014 года на канале FOX.

## Сюжет
Брайану звонит его сын, Дилан, но он не торопится поднять трубку, признаваясь Стьюи, что он давно не видел своего сына, поэтому немного боится с ним разговаривать. Но Стьюи все-таки выхватывает трубку у Брайана и назначает встречу отцу и сыну в местном кафе. Уже совсем скоро Стьюи замечает, что Брайан так и не пошёл на встречу, но тут по новостям передают срочную новость: в Куахог приехала съемочная группа из Голливуда для съёмки нового популярного сериала с Диланом в главной роли. Брайан немедленно едет в кафе к Дилану.
Брайан рассказывает Дилану о том, что, возможно, судьба специально свела их вместе вновь для того, чтобы они смогли работать вместе, он просит поговорить с руководством сериала, чтобы его взяли в состав сценаристов. Дилан обещает все уладить.
В это время Питер, Джо и Гленн отправляются на охоту. Во время спора с Гленном по поводу безопасности с ружьём Питер выстреливает в него из ружья. Куагмир говорит о том, что никогда не простит этого поступка Питеру, и что их дружба окончена. Джо приходится выбирать, с кем дружить теперь, и он выбирает Гленна. Питер расстроенный уходит домой.
Вскоре Брайана увольняют с работы из-за постоянных поправок в сценарии на свой вкус. Он просит Дилана поговорить с начальством, но Дилан понимает, что Брайан просто использовал его для достижения своей карьерной цели. Дилан говорит, что Брайан — ужасный отец. Уже дома Брайан сознается Стьюи в том, что его сын был прав. Но Стьюи решает помочь: пройдя кастинг на роль в сериале, он попадает на съемочную площадку, где передаёт Дилану слова своего отца. Дилан понимает, что можно дать Брайану ещё один шанс.
Питер просит Гленна выстрелить в него из ружья, чтобы они снова могли стать друзьями. Возникает новый спор: Питер не думал, что Гленн действительно сможет в него выстрелить. В итоге пулю в руку Питер получает от Джо, от этого никому не легче, Питер говорит, что это должен был сделать именно Куагмир, в итоге Гленн простреливает Питеру голову.
Брайан сидит один в парке. К нему подсаживается Дилан, который ещё раз выслушивает извинения своего отца. Дилан прощает Брайана, они обнимаются вместе в знак примирения, пока на заднем плане Лоис везёт Питера на коляске с травмой головы, но Гриффин рад, что теперь у него снова есть друзья.

## Рейтинги
- Рейтинг эпизода составил 2.0 среди возрастной группы 18-49 лет.
- Серию посмотрело порядка 4.11 миллиона человек.
- Эпизод стал самым просматриваемым в этот вечер Animation Domination на FOX, победив по количеству просмотров новые серии «Симпсонов», «Бургеры Боба» и «Американского Папаши!».[1]

## Критика
В A.V. Club эпизоду присудили оценку C-, поясняя свой выбор: «Когда эпизод основан на сюжете отцовства Брайана от одного к другому, история должна быть неотразима, особенно без такого количества шуток. Однако, из-за того, что Брайан в начале эпизода настроен категорично, становится очень тяжело воспринять этот эпизод всерьез (настолько всерьез, насколько вы когда-либо воспринимали эпизод „Гриффинов“»